# Helmut Griese
Helmut Griese (* 5. Januar 1925 in Freist; † 2009 in Thal) war ein deutscher Kunstschmied und Metallgestalter.

## Leben und Werk
Griese absolvierte von 1939 bis 1942 eine Ausbildung zum Kupferschmied. Nach der Teilnahme am Zweiten Weltkrieg und der Kriegsgefangenschaft machte er von 1948 bis 1950 an der Burg Giebichenstein – Kunstschule und Werkstätten der Stadt Halle/Saale, u. a. bei Karl Müller, Wilhelm Nauhaus und Herbert Post, eine weitere Ausbildung zum Gürtler und zum Silberschmied, die er mit der Meisterprüfung abschloss. Von 1951 bis 1953 war er Angestellter im Paramentendienst beim Kirchlichen Bauamt Magdeburg. Von 1953 bis 1956 arbeitete er bei den Kirchlichen Werkstätten in Erfurt. Ab 1956 war er in Erfurt als selbständiger Kunsthandwerker tätig.
Vor allem Grieses extrem arbeitsaufwändige handgearbeitete Unikate aus Sterlingsilber fanden große internationale Beachtung und befinden sich in wichtigen Sammlungen. Außer profanen Arbeiten schuf Griese vor allem sakrale Geräte, z. B. 1972/1973 für das Gemeindezentrum Philipp Melanchthon der Evangelischen Kaufmannsgemeinde Erfurt Altar, Ambo, Kreuz, Stehleuchter und Taufbecken. Von Griese geschaffene Kreuze, Leuchter und Taufgeräte befinden sich u. a. auch in Kirchen in Cottbus, Fürstenberg/Havel, Magdeburg, Merseburg, Rostock, in der Bergkirche Sitzendorf, in Stendal, in der Dorfkirche Unterweißbach und in Zella-Mehlis. Arbeiten befinden sich auch in wichtigen öffentlichen Sammlungen, u. a. im Silbermuseum Sterckshof (bis 2000 in der renommierten Sammlung von Vic Janssens; * 1909; † 2001) und im Kunstmuseum Moritzburg, Halle/Saale.
Griese übernahm auch anspruchsvolle Restaurierungsarbeiten und Kopien für museale Zwecke, z. B. 1987 für das Berliner Museum für Vor- und Frühgeschichte die Rekonstruktion von zwei Bechern (Kupfer, vergoldet) aus der Schliemann-Sammlung.
Griese war Mitglied des Verbands Bildender Künstler der DDR und gehörte der 1994 gegründeten Künstlergruppe Hohenfelden an.
Seit dem Ableben Grieses betreibt seine Tochter, die Silberschmiedemeisterin Martina Griese (* 1965), die Werkstatt.

## Ausstellungen (unvollständig)

### Einzelausstellungen
- 1997: Bad Wildungen, Städtisches Museum („Helmut Griese. Metallgestaltung“)

### Ausstellungsbeteiligungen
- 2006: Magdeburg, Dom („Tausend Jahre Taufen in Mitteldeutschland“)
- 2006: Vaduz, Galerie am Lindenplatz („Künstlergruppe Hohenfelden“)
- 2006: Weimar, Kunsthalle „Harry Graf Kessler“ („Künstlergruppe Hohenfelden“)
- 2011/2012: Halle/Saale, Kunstverein Talstrasse („Dem Glauben Dienend. Sakrales Gerät in der Moderne“)